# Haute-Savoie
Haute-Savoie (74; "Hoog Savoye"; Arpitaans en Savoyaards: Hiôta-Savouè of Savouè d'Amont; in verouderd Nederlands bekend als Opper-Savooie of Opper-Savoye) is een Frans departement, gelegen in de regio Auvergne-Rhône-Alpes, aan de Zwitserse en Italiaanse grens. De prefectuur is Annecy. In 2020 telde het departement 835.206 inwoners.

## Geschiedenis
Het departement werd, samen met het departement Savoie, op 24 maart 1860 gecreëerd door annexatie van delen van Italië. Tussen 1416 en 1714 was Savoye onafhankelijk. Daarna verviel het aan het Koninkrijk Sicilië (en vanaf 1720 aan het Koninkrijk Sardinië). Tussen 1792 en 1815 was het gebied bezet door Frankrijk. Aanvankelijk werd het bij het departement Mont-Blanc gevoegd, en in 1798 werd het verdeeld tussen de departementen Mont-Blanc en Léman (de Franse naam van het Meer van Genève). Eind 1813 werd het departement Léman afgeschaft (nadat Genève afgestaan was) en werden de grenzen van 1792 min of meer hersteld. Enkel een deel van het oosten werd in 1814 na het Eerste Verdrag van Parijs aan het Koninkrijk Sardinië afgestaan (het Mont-Blancmassief en de Tarentaise met o.a. Albertville). Een jaar later moest Frankrijk na het Tweede Verdrag van Parijs echter het gehele gebied van het departement Mont-Blanc afstaan aan het Koninkrijk Sardinië.
In 1860 werd het gebied formeel aan Frankrijk (onder het Tweede Franse Keizerrijk) toegevoegd, na een omstreden volksraadpleging. Hierbij moest Frankrijk wel aanvaarden dat het grootste deel van het departement militair neutraal gebied en een douanevrije zone met Zwitserland (Grande Zone Franche) werd. Dit aparte statuut verviel na de Eerste Wereldoorlog.

## Geografie
Het departement Haute-Savoie maakt deel uit van de regio Auvergne-Rhône-Alpes (sinds 1 januari 2016). Tot 31 december 2015 maakte het deel uit van de (nu voormalige) regio Rhône-Alpes. Het wordt begrensd door de departementen Ain en Savoie, alsook door Zwitserland en Italië. Een deel van de grens met Zwitserland, ten noorden van Thonon-les-Bains, ligt in het midden van het Meer van Genève.
In Haute-Savoie ligt de hoogste berg van Frankrijk en West-Europa, de Mont Blanc, op de Italiaanse grens, nabij Chamonix-Mont-Blanc. Op de grens met Zwitserland ligt het bekende skigebied Les Portes du Soleil.

## Indeling
Haute-Savoie bestaat uit vier arrondissementen:
- Annecy
- Bonneville
- Saint-Julien-en-Genevois
- Thonon-les-Bains

Haute-Savoie bestaat uit 17 kantons:
- Kantons van Haute-Savoie

Haute-Savoie bestaat uit 279 gemeenten:
- Lijst van gemeenten in het departement Haute-Savoie

## Demografie
De inwoners van Haute-Savoie worden Hauts-Savoyards genoemd.

### Demografische evolutie sinds 1962
| Naam         | Index 1962 | Index 1968 | Index 1975 | Index 1982 | Index 1990 | Index 1999 | Index 2008 | Index 2019 |
| ------------ | ---------- | ---------- | ---------- | ---------- | ---------- | ---------- | ---------- | ---------- |
| Haute-Savoie | 100,0      | 115,0      | 136,0      | 150,2      | 172,6      | 191,9      | 217,6      | 250,9      |
| Frankrijk*   | 100,0      | 107,1      | 113,3      | 117,0      | 121,9      | 126,0      | 133,8      | 140,1      |

| Naam         | Inw./Km² 1962 | Inw./km² 1968 | Inw./km² 1975 | Inw./km² 1982 | Inw./km² 1990 | Inw./km² 1999 | Inw./km² 2008 | Inw./km² 2019 |
| ------------ | ------------- | ------------- | ------------- | ------------- | ------------- | ------------- | ------------- | ------------- |
| Haute-Savoie | 75,0          | 86,3          | 102,0         | 112,7         | 129,5         | 144,0         | 163,2         | 188,3         |
| Frankrijk*   | 84,2          | 90,1          | 95,4          | 98,5          | 102,7         | 106,1         | 112,7         | 119,7         |

Frankrijk* = exclusief overzeese gebieden
Bron: Recensement Populaire INSEE - 1962 tot 1999 population sans doubles comptes, nadien Population Municipale
Op 1 januari 2022 had Haute-Savoie 849.583 inwoners.

### De 10 grootste gemeenten in het departement
| #  | Gemeente                 | Aantal inwoners (2022) |
| -- | ------------------------ | ---------------------- |
| 1  | Annecy                   | 131.272                |
| 2  | Thonon-les-Bains         | 3.689                  |
| 3  | Annemasse                | 37.595                 |
| 4  | Cluses                   | 17.366                 |
| 5  | Sallanches               | 17.041                 |
| 6  | Rumilly                  | 16.082                 |
| 7  | Saint-Julien-en-Genevois | 15.925                 |
| 8  | Bonneville               | 13.320                 |
| 9  | La Roche-sur-Foron       | 11.239                 |
| 10 | Gaillard                 | 11.054                 |

## Afbeeldingen

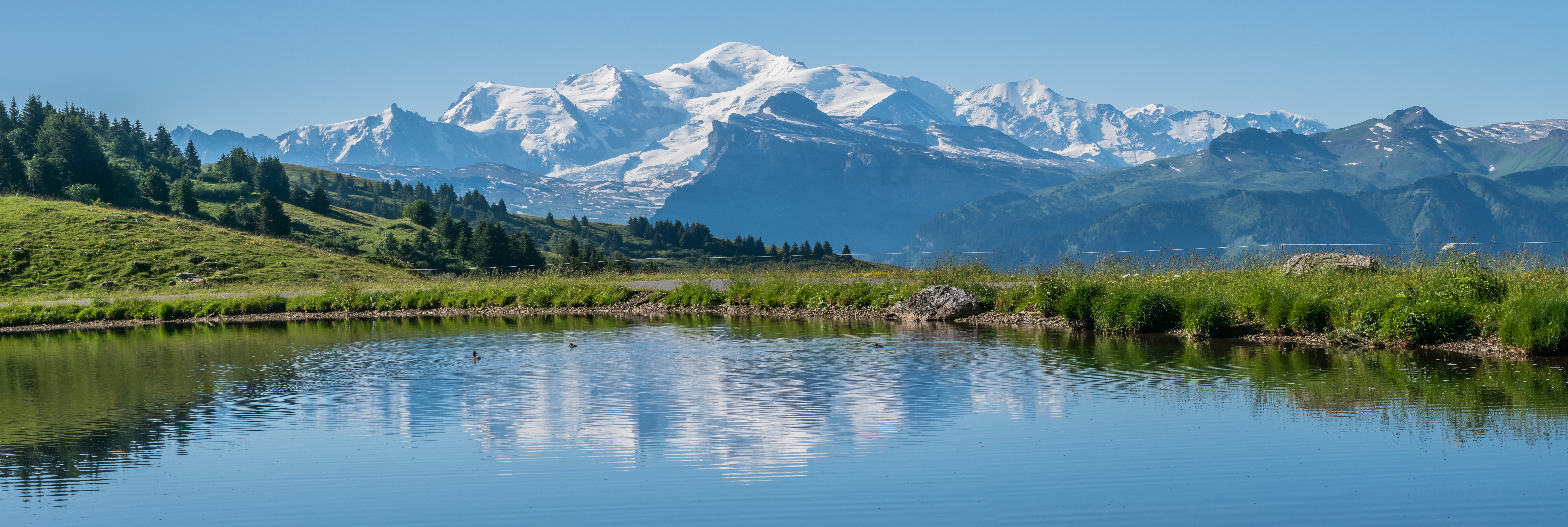
Mont Blancmassief
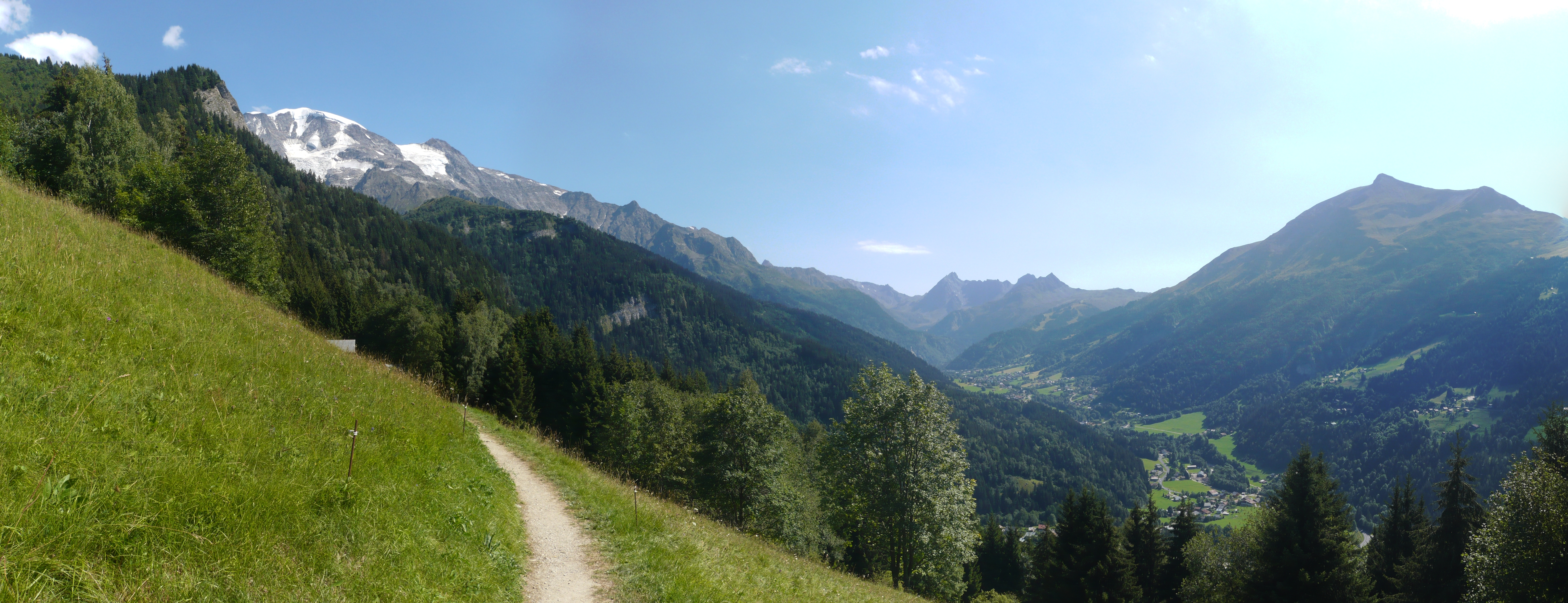
Bij Les Contamines-Montjoie
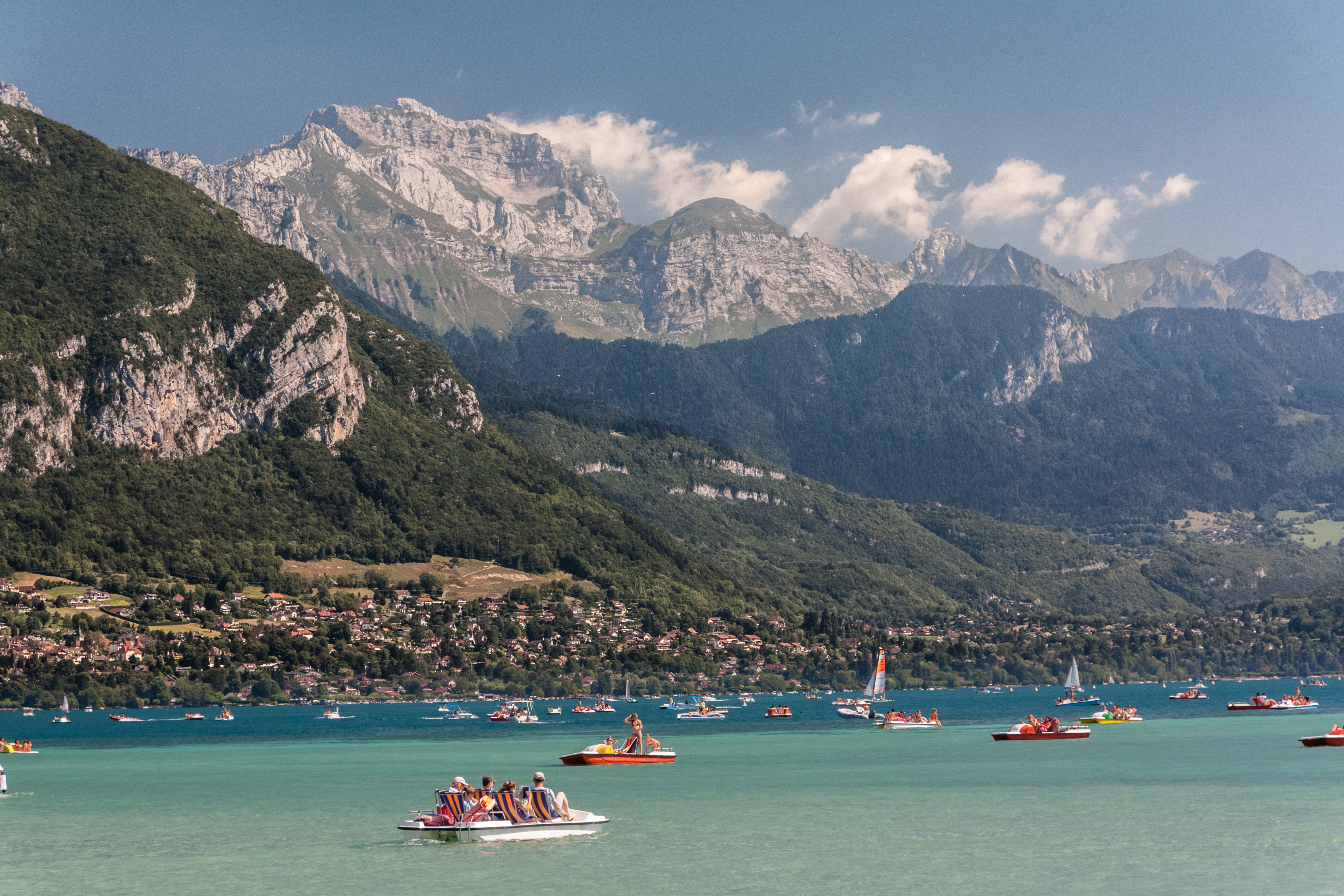
Meer van Annecy
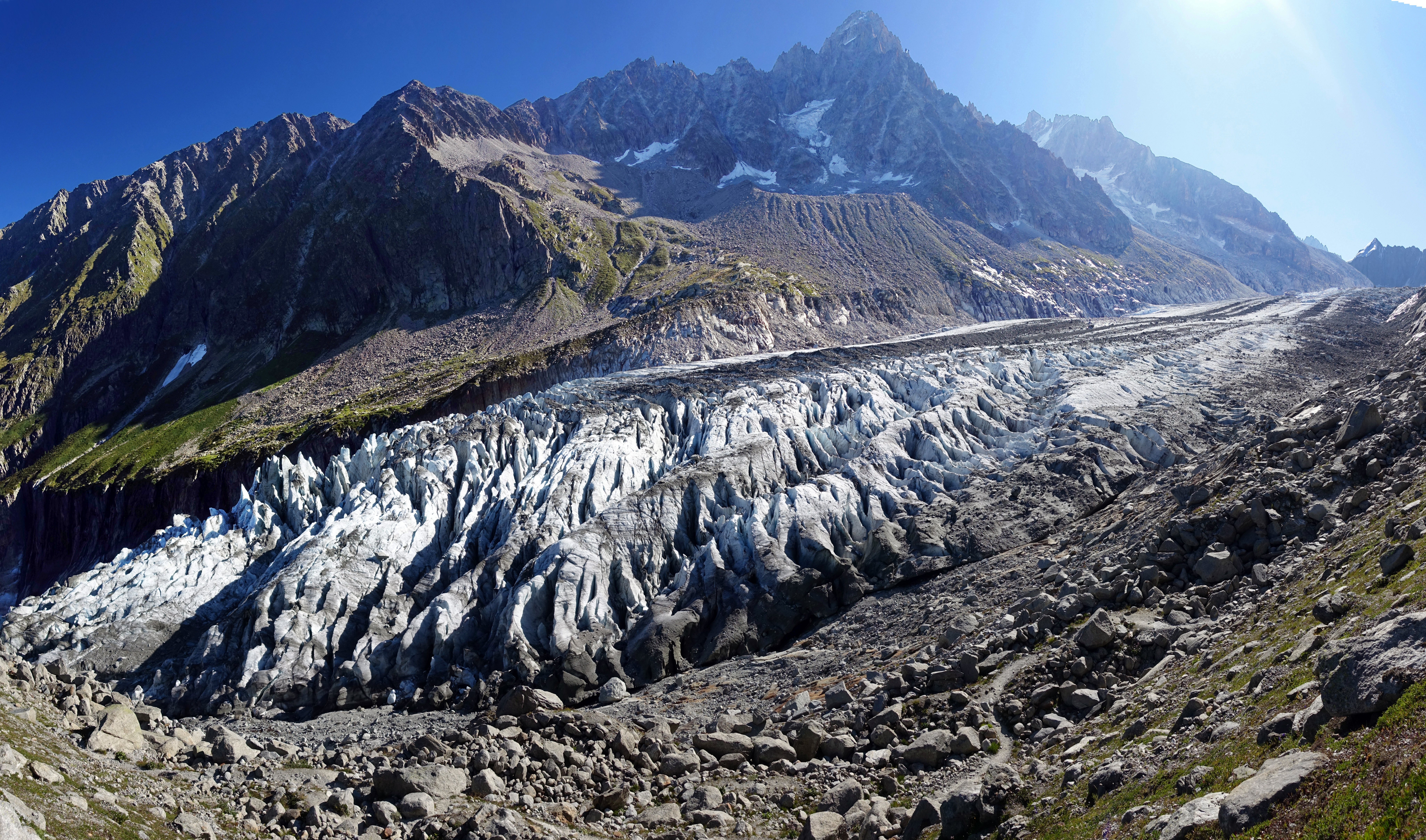
Argentière-gletsjer
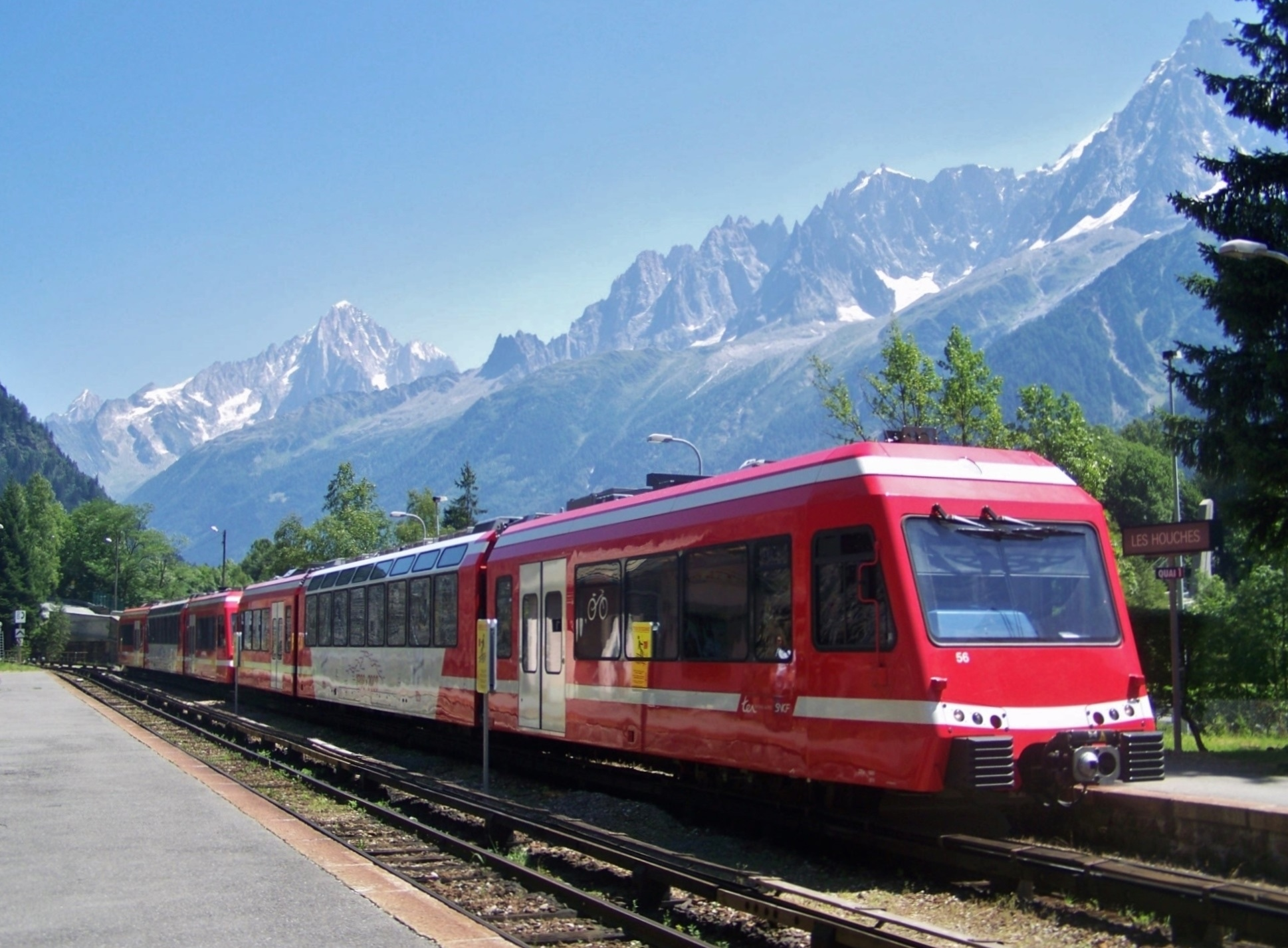
Trein in Les Houches
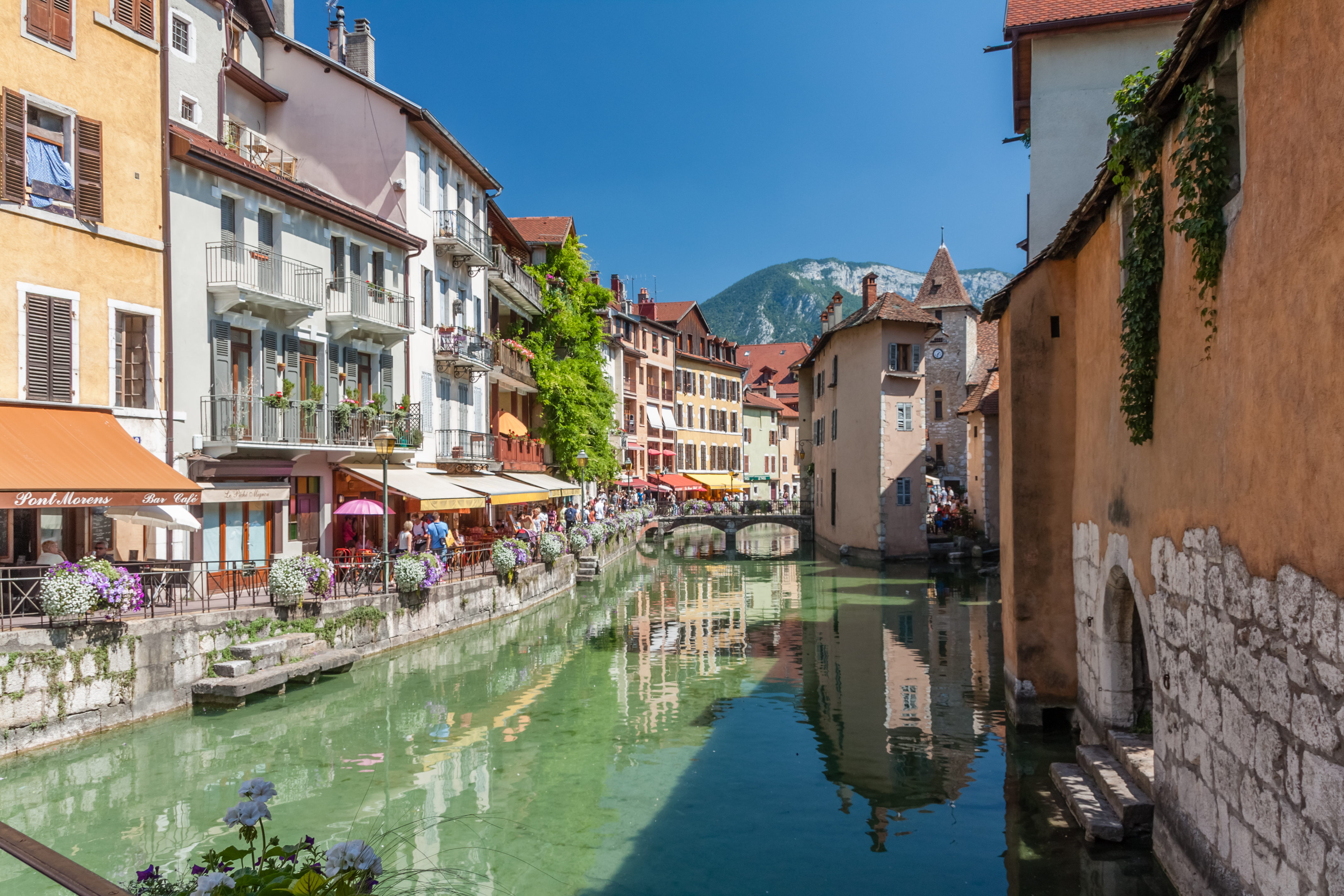
Annecy